# Бизово
Бизово (грч. Μεγαπλάτανος, Мегаплатанос) је насељено место у општини Меглен у периферији Средишња Македонија, Грчка. Према попису из 2021. године било је 311 становника.
Према бугарском географу и историчару, Василу Канчову, у Струпину је 1900. године живело 650 Словена муслимана и 150 Словена хришћана. Већи део мештана је током 18. века због притиска и веће сигурности за живот прешао на ислам. Године 1924. муслиманско становништво је принудно исељено у Турску а на њихово место су насељене грчке избегличке породице из Турске, укупно 316 особа. На попису из 1940. године Бизово је имало 623 становника, од чега 435 Грка и 188 Словена.